# 셜리 부스
셜리 부스(Shirley Booth, 1898년 8월 30일 ~ 1992년 10월 16일)는 미국의 배우이다.

## 영화
- 사랑하는 시바여 돌아오라
- 메인 스트리트 투 브로드웨이
- 어바웃 미스터 레슬리
- 핫 스펠
- 매치메이커